# Conclave de 1492
Le conclave de 1492 fait suite au décès du pape Innocent VIII le 25 juillet 1492 et conduit à la désignation comme pape de Rodrigo Borja, qui choisit comme nom Alexandre VI, le 11 août 1492.

## Historique
C'est le premier conclave à s'être tenu dans la chapelle Sixtine. Les tractations au sein du Collège des cardinaux sont féroces pour élire un des quatre candidats, les cardinaux Rodrigo Borgia, Ascanio Sforza, Oliviero Carafa et Giuliano della Rovere. Bien qu’on n’ait jamais pu apporter de preuve formelle de simonie, la rumeur est que Borgia, du fait de sa grande richesse, réussit à acheter le plus grand nombre de voix. Il est probable qu'Ascanio Sforza se soit aligné sur Borgia à la toute fin pour s'assurer que son rival napolitain Oliviero Carafa ne soit pas élu. Cela pourrait expliquer les subites promotions de Sforza à la suite du conclave, de même que le mariage de son cousin avec la fille d'Alexandre VI.

## Liste des cardinaux
| Nom                           | Né à           | Titre et ordre                                   | Création                                                      | Par           | Notes |
| ----------------------------- | -------------- | ------------------------------------------------ | ------------------------------------------------------------- | ------------- | --- |
| Rodrigo Borgia                | Valence        | Cardinal-évêque de Porto-Santa Rufina            | 20 février 1456 créé in pectore ; révélé le 17 septembre 1456 | Calixte III   | Doyen du Collège des cardinaux,Vice-chancelier de la Curie romaine, administrateur de l'archidiocèse de Valence élu pape sous le nom d'Alexandre VI Cardinal-neveu, famille Borgia |
| Oliviero Carafa               | Naples         | Cardinal-évêque de Sabina                        | 18 septembre 1467                                             | Paul II       | Vice-doyen du Collège des cardinaux Légat auprès de Ferdinand Ier de Naples |
| Giovanni Battista Zeno        | Venise         | Cardinal-évêque de Frascati                      | 21 novembre 1468                                              | Paul II       | Cardinal-neveu |
| Giovanni Michiel              | Venise         | Cardinal-évêque de Palestrina                    | 21 novembre 1468                                              | Paul II       | Cardinal-neveu |
| Giuliano della Rovere         | Savone         | Cardinal-évêque d'Ostie et Velletri              | 16 décembre 1471 créé in pectore ; révélé le 22 décembre 1471 | Sixte IV      | Cardinal-neveu, évêque de Bologne, administrateur de l'archidiocèse d'Avignon Futur Jules II                                                                                       |
| Jorge da Costa                | Portugal       | Cardinal-évêque d'Albano                         | 16 décembre 1476                                              | Sixte IV      | Archevêque de Lisbonne ; cardinal d'Alphonse V de Portugal |
| Girolamo Basso della Rovere   | Savone         | Cardinal-prêtre de S. Crisogono                  | 10 décembre 1477 créé in pectore ; révélé le 12 décembre 1477 | Sixte IV      | Cardinal-neveu ; évêque de Recanati |
| Domenico della Rovere         | Piémont        | Cardinal-prêtre de S. Clemente                   | 10 février 1478                                               | Sixte IV      | Cardinal-neveu ; archevêque de Turin |
| Paolo di Campofregoso         | Gênes          | Cardinal-prêtre de S. Sisto                      | 15 mai 1480                                                   | Sixte IV      | Archevêque de Gênes |
| Giovanni Conti                | Rome           | Cardinal-prêtre de S. Vitale                     | 15 novembre 1483                                              | Sixte IV      | |
| Giovanni Giacomo Schiaffinati | Milan          | Cardinal-prêtre de S. Cecilia                    | 15 novembre 1483                                              | Sixte IV      | Évêque de Parme |
| Lorenzo Cibo de' Mari         | Gênes          | Cardinal-prêtre de S. Marco                      | 9 mars 1489                                                   | Innocent VIII | Cardinal-neveu ; archevêque de Bénévent |
| Ardicino della Porta          | Milan (Novare) | Cardinal-prêtre de Ss. Giovanni e Paolo          | 9 mars 1489                                                   | Innocent VIII | Évêque d'Aléria |
| Antoniotto Pallavicini        | Gênes          | Cardinal-prêtre de S. Prassede                   | 9 mars 1489                                                   | Innocent VIII | Évêque d'Ourense |
| Maffeo Gherardi, O.S.B.Cam.   | Venise         | Cardinal-prêtre de Ss. Nereo e Achilleo          | 9 mars 1489 créé in pectore                                   | Innocent VIII | Non révélé en consistoire ; patriarche de Venise |
| Francesco Piccolomini         | Naples         | Cardinal-diacre de S. Eustachio                  | 5 mars 1460                                                   | Pie II        | Protodiacre, évêque de Sienne, futur Pie III, cardinal-neveu |
| Raffaele Riario               | Savone         | Cardinal-diacre de S. Lorenzo in Damaso          | 12 décembre 1477                                              | Sixte IV      | Camerlingue, cardinal-neveu |
| Giovanni Battista Savelli     | Rome           | Cardinal-diacre de S. Nicola in Carcere Tulliano | 15 mai 1480                                                   | Sixte IV      | Ancien gouverneur de Bologne |
| Giovanni Colonna              | Rome           | Cardinal-diacre de S. Maria in Aquiro            | 15 mai 1480                                                   | Sixte IV      | |
| Giovanni Battista Orsini      | Rome           | Cardinal-diacre de S. Maria Nuova                | 15 novembre 1483                                              | Sixte IV      | |
| Ascanio Sforza                | Milan          | Cardinal-diacre de Ss. Vito e Modesto            | 6 mars 1484 créé in pectore ; révélé le 17 mars 1484          | Sixte IV      | Famille Sforza |
| Giovanni de' Medici           | Florence       | Cardinal-diacre de S. Maria in Domnica           | 9 mars 1489                                                   | Innocent VIII | Futur Léon X |
| Federico Sanseverino          | Naples         | Cardinal-diacre de S. Teodoro                    | 9 mars 1489 créé in pectore                                   | Innocent VIII | Révélé durant le sede vacante |